# Solsta Café
Solsta Café var ett kaféprogram i SVT under perioden 20 december 1982-7 mars 1997, som sändes från Karlstad med Bengt Alsterlind som programledare. Musik, intervjuer och tittartävlingar varvades med lokala reportage och inslag från Värmland. Sven-Ingvars var husband i flera omgångar.